# Vézère
Vézère (okcitánsky Vesera) je řeka v jižní Francii (Limousin, Akvitánie). Je 211 km dlouhá. Povodí má rozlohu 3736 km².

## Průběh toku
Pramení v obci Meymac západně od hory Puy Pendu na planině Millevaches v západní části Francouzského středohoří v nadmořské výšce 887 m. Ústí zprava do řeky Dordogne (povodí Garonny) v obci Limeuil v nadmořské výšce 50 m.

## Vodní režim
Vyšší stav nastává na jaře a na přelomu podzimu a zimy. Průměrný průtok vody u Campagne činí 59 m³/s. Na horním toku činí průtok u Uzerche 16 m³/s.

## Využití
Vodní doprava je možná do vzdálenosti 65 km. Využívá se k zisku vodní energie. Na řece leží města Chavanac, Pérols-sur-Vézère, Bugeat, Treignac, Uzerche, Vigeois, Brive-la-Gaillarde, Larche, Terrasson-Lavilledieu, Montignac, Les Eyzies-de-Tayac-Sireuil, Le Bugue.